# Żelazna Kopuła
Żelazna Kopuła (hebr. ‏כִּפַּת בַּרְזֶל‎, kippat barzel, ang. Iron Dome) – izraelski system obrony powietrznej opracowany przez izraelskie przedsiębiorstwo zbrojeniowe Rafael Advanced Defense Systems we współpracy z ELTA Systems i mPrestem. 
Żelazna Kopuła przeznaczona jest do przechwytywania i niszczenia pocisków rakietowych, artyleryjskich i pocisków moździerzowych, a także dronów. System został skonstruowany do działania niezależnie od warunków pogodowych i pory dnia, z możliwością zwalczania kilku celów jednocześnie na obszarze 150 km². W 2016 roku przedsiębiorstwo Rafael rozwinęło system tak, aby móc go używać również na okrętach Korpusu Morskiego Izraela. Nosi on nazwę C-Dome.
System znajduje się w służbie sił zbrojnych Izraela od 2011 roku. Żelazna Kopuła jest również na wyposażeniu armii Azerbejdżanu, Cypru, Rumunii, Stanów Zjednoczonych. Są również państwa, które nabyły i użytkują wybrane elementy systemu Żelaznej Kopuły: Wlk. Brytania (system dowodzenia), Kanada, Indie, Finlandia, Czechy, Węgry, Słowacja (radar).

## Historia
W 2001 roku Hamas wystrzelił pierwsze rakiety w kierunku Izraela z okupowanej Strefy Gazy. W kwietniu dwie pierwsze rakiety spadły na Sederot. Użycie rakiet było odpowiedzią Brygady Ezedina al-Kasama na izraelskie restrykcje w częściach Strefy Gazy zamieszkiwanych przez Palestyńczyków. Restrykcje wprowadzono podczas drugiej intifady, aby zapobiec zamachom bombowym i atakom na Izraelczyków. W 2001 roku na Izrael spadły 4 rakiety, rok później 35 rakiet, a dwa lata później 153 rakiety. W 2004 roku wystrzelono już 283 rakiety.  
W 2004 roku szefem Mafatu został gen. bryg. Dani Gold, który uznał, że rakiety będą stanowić istotne zagrożenie dla bezpieczeństwa Izraela w przyszłości. Początkowo jego pomysł, aby stworzyć system obrony przeciwrakietowej, spotkał się ze sprzeciwem środowisk wojskowych i politycznych. W tym samym roku zwrócił się do izraelskich firm zbrojeniowych z prośbą o przygotowanie projektów nowych systemów, które byłyby zdolne wyeliminować zagrożenie rakietowe. Żaden jednak nie oferował możliwości działania w każdych warunkach pogodowych. W 2005 roku Rafael przedłożyło projekt Żelaznej Kopuły. Był to nowatorski system składający się z trzech elementów: pocisku przechwytującego, radaru oraz systemu dowodzenia z możliwością przewidywania i obliczania trajektorii lotu rakiet. W tym samym roku Gold, pomijając wymóg zgody ze strony Szefa Sztabu Generalnego Armii Obrony Izraela i Ministerstwa Obrony, opracowania planów koncepcyjnych i rozpisania przetargów, poprosił Rafaela o rozpoczęcie prac nad systemem. W 2009 roku decyzja ta została skrytykowana w raporcie Kontrolera Państwa Izrael. Z budżetu Mafatu Gold wydzielił 20 mln nowych szekli i poprosił zarząd Rafaela o wyznaczenie wąskiego grona specjalistów i inżynierów do prowadzenia badań. Rafael, jako przedsiębiorstwo z największym doświadczeniem w kraju w dziedzinie rakiet, odpowiedzialny był przede wszystkim za rozwój pocisku przechwytującego. Prace nad radarem powierzono ELTA Systems, która produkowała różne radary na potrzeby armii. Z kolei odpowiedzialnym za system dowodzenia i kierowania został mPrest.
Projekt Żelaznej Kopuły rozwijał się powoli, głównie przez braki funduszy. Sytuację zmieniła druga wojna libańska z 2006 roku, podczas której Hezbollah wystrzelił w kierunku Izraela 4300 rakiet. Po zakończeniu działań zbrojnych minister obrony Amir Perec uznał, że projekt Żelaznej Kopuły powinien stać się priorytetem przemysłu zbrojeniowego. W tym samym roku premier Ehud Olmert został poinformowany o pracach nad projektem systemu, jednak pod wpływem dowództwa Armii Obrony Izraela odmówił przydzielenia finansów z budżetu na projekt. W czerwcu 2007 nowy minister obrony Ehud Barak poprosił Golda, aby ten jeszcze raz zaopiniował laserowy system Skyguard, który był rozwinięciem systemu Nautilius i rozwijał jednocześnie projekt Skyguard i Żelazną Kopułę. Problemem okazywał się ciągły brak funduszy. Izraelscy politycy zwrócili się w tej kwestii do Stanów Zjednoczonych z prośbą o nawiązanie współpracy technicznej. W 2008 roku Ministerstwo Obrony poinformowało o tym, że Stany Zjednoczone postanowiły włączyć się do współpracy i finansowania systemu, a Żelazna Kopuła będzie dalej rozwijana . W 2009 roku Stany Zjednoczone przyznały 200 mln dolarów na rozwój systemu, a rząd izraelski zainwestował w niego do tej pory 800 mln nowych szekli . Do 2015 roku Stany Zjednoczone przeznaczyły ponad 1 mld dolarów na rozwój systemu, produkcję i zakup podzespołów oraz utrzymanie systemu.
W lipcu 2009 roku miał miejsce pierwszy test systemu. Ogłoszono, że zakończył się sukcesem; Żelazna Kopuła była w stanie przechwycić kilka celów . 
W styczniu 2010 roku Ministerstwo Obrony i Rafael poinformowali o przeprowadzeniu kolejnych, pełnych testów systemu z pozytywnym skutkiem. Podano do informacji, że pierwszy batalion, który będzie obsługiwał system, zaczął zaznajamiać się z Żelazną Kopułą .
W lutym 2011 roku odbyły się kolejne próby poligonowe, które miały stanowić ostatni etap kwalifikacji systemu jako zdatnego do użytku bojowego. Ministerstwo Obrony podało do informacji, że pierwsza z dwóch zamówionych baterii dla Sił Powietrznych Izraela będzie dostarczona jeszcze w tym samym roku . W marcu 2011 roku Żelazna Kopuła weszła na uzbrojenie armii izraelskiej. 28 marca pierwsza bateria została rozlokowana pod Beer Szewą, a druga, tydzień później, pod Aszkelonem. 7 kwietnia pod Aszkelonem doszło do przechwycenia pierwszej rakiety wystrzelonej ze Strefy Gazy. 

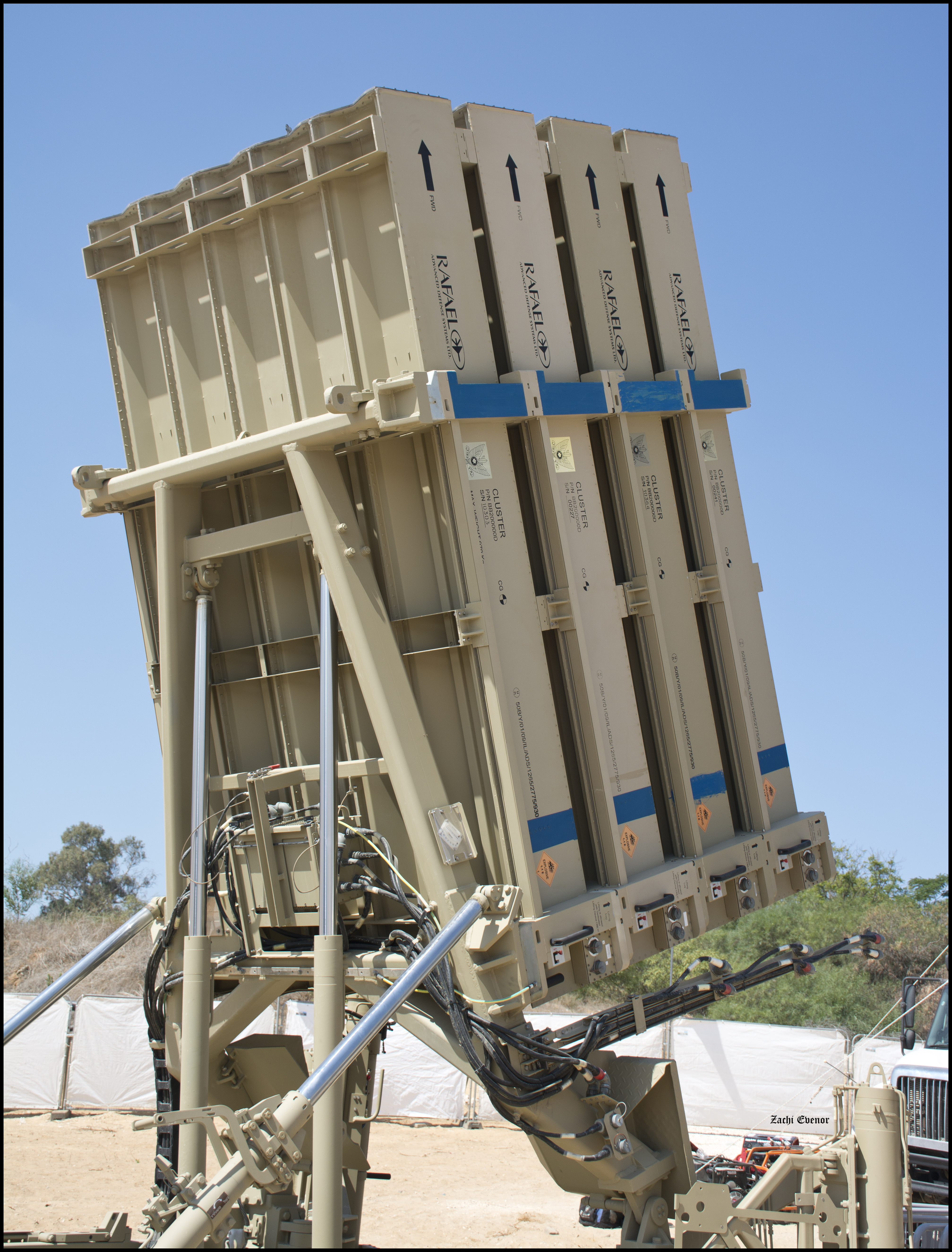
Kontenery startowe Żelaznej Kopuły

Od sierpnia 2011 roku Rafael rozpoczął współpracę z Raytheon Missile and Defense, aby wprowadzić system na rynek amerykański. W marcu 2014 roku Stany Zjednoczone i Izrael podpisały porozumienie o umożliwieniu produkcji komponentów systemu na terenie Stanów Zjednoczonych. We wrześniu 2014 roku Raytheon otrzymał kontrakt od Rafaela na dostarczanie pocisków do Żelaznej Kopuły. W 2019 roku US Army ogłosiła chęć nabycia dwóch zestawów Żelaznej Kopuły. W sierpniu 2020 roku powołano do życia spółkę joint venture Raytheon Rafael Area Protection Systems w celu budowy fabryki Żelaznej Kopuły w Stanach Zjednoczonych.
W marcu 2021 roku Rafael zaktualizował oprogramowanie systemu dowodzenia Żelaznej Kopuły, aby była ona w stanie przechwytywać różne cele (drony, pociski moździerzowe, rakiety) w tym samym czasie. 
W 2022 roku Izba Reprezentantów zatwierdziła dodatkowe finansowanie systemu w wysokości 1 mld dolarów .

## Charakterystyka
Żelazna Kopuła jest przeciwrakietowym systemem krótkiego zasięgu, który może operować w dzień i w nocy, niezależnie od warunków pogodowych. W skład systemu wchodzi wielozadaniowy radar poszukiwawczo-naprowadzający, centrum dowodzenia i kontroli oraz wyrzutnia pocisków przechwytujących . Koszt produkcji jednej baterii wynosi 50 mln dolarów . Natomiast koszt jednego przechwycenia to suma od 100 000 do 150 000 dolarów . 
Jedna bateria Żelaznej Kopuły jest w stanie objąć ochroną obszar o powierzchni 150 km², co odpowiada okręgowi o promieniu 7 km. 

### Radar

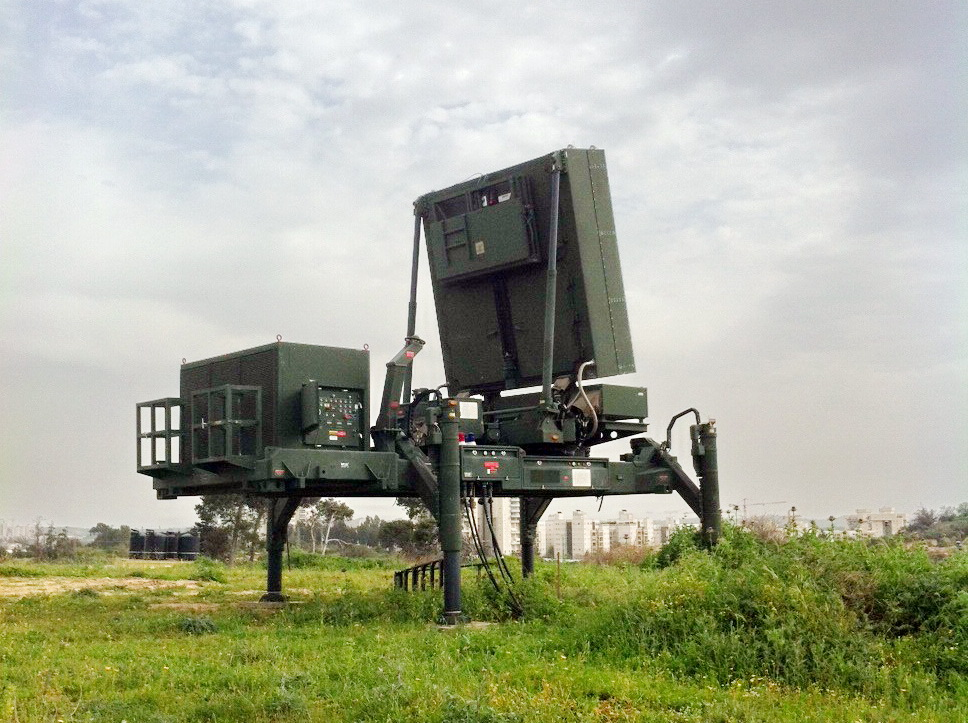
Radar ELM-2084 MMR

Radar systemu stanowi wielozadaniowy radar (ang. Multi Mission Radar, MMR) ELM-2084 produkcji izraelskiego przedsiębiorstwa ELTA Systems. Radar ten należy do rodziny mobilnych radarów pracujących w pasmach S oraz C i może być wykorzystany do wielu zadań: zwiadu powietrznego, wsparcia ognia kontrartyleryjskiego i kierowania ogniem. Konstrukcja radaru pozwala na użycie go w różnych konfiguracjach i kształtach z zastosowaniem dodatkowych czujników. ELM-2084 wykrywa, namierza i klasyfikuje w czasie rzeczywistym cele lecące na wysokim i niskim pułapie (np. drony, amunicję krążącą, pociski rakietowe i moździerzowe), a także oblicza i aktualizuje ich trajektorie. Działa niezależnie od warunków pogodowych, a także pory dnia i nocy. Radar może zostać zintegrowany z istniejącym już systemem radarowym lub może działać niezależnie.
W trybie dozorowania radar może śledzić 1100 celów w odległości do 474 km, a w trybie kierowania ogniem może śledzić 200 celów na minutę w odległości 100 km.

### Pociski

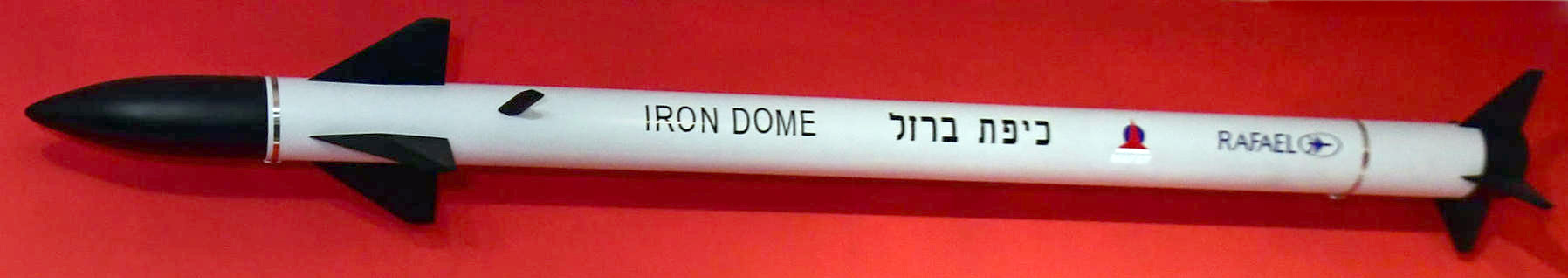
Pocisk Tamir

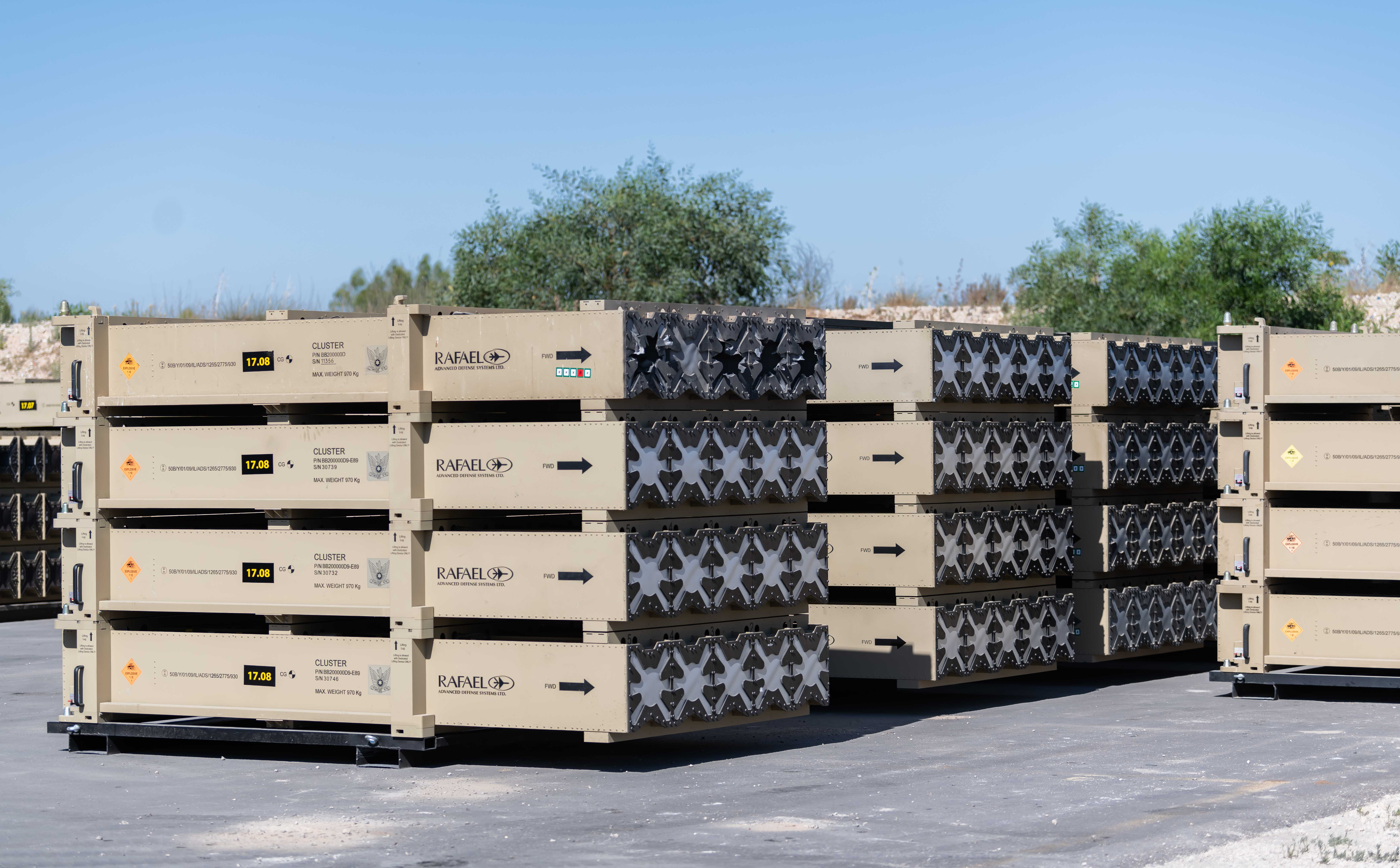
Skład kontenerów startowych Żelaznej Kopuły podczas operacji „Strażnik Murów” (2021)

W skład jednej baterii systemu wchodzą trzy lub cztery wyrzutnie. Każda z nich wyposażona jest w 20 kontenerów startowych z jednym pociskiem w każdym . Pociskiem używanym w Żelaznej Kopule jest produkowany przez Raytheon Missile and Defense Tamir (hebr. טמי"ר). Jest on w stanie przechwycić cel w odległości od 4 km do 70 km. W 2012 roku poinformowano, że Rafael rozpocznie prace nad zwiększeniem zasięgu systemu do 250 km. Uzbrojony jest w głowicę z zapalnikiem zbliżeniowym, a naprowadzany przy pomocy czujników elektrooptycznych.   
Jeden pocisk waży 90 kg i ma 3 metry długości . Pocisk może osiągnąć prędkość 2,2 Macha i przechwycić cel lecący na wysokości ok. 3 km .  
W związku z faktem, iż w 2019 roku US Army zgłosiła chęć nabycia systemu, to przedsiębiorstwo Raytheon Missile and Defense opracowało we współpracy z Rafaelem amerykański odpowiednik Tamira na rynek krajowy o nazwie SkyHunter. Pocisk ten ma mieć takie same osiągi i zdolności jak Tamir.  

## C-Dome
W 2014 roku Rafael ogłosił, że rozwinie swój system tak, aby można było z niego korzystać na okrętach wojennych (np. korwetach) czy platformach wiertniczych . W 2017 roku ogłoszono, że system C-Dome przeszedł pomyślnie testy na morzu i jest gotowy na wdrożenie na potrzeby Izraelskiego Korpusu Morskiego. Docelowo korwety rakietowe typu Sa’ar 6 zostały zaprojektowane, aby móc na nich zainstalować systemy C-Dome. 
Morski system przeciwrakietowy C-Dome składa się z modułowej, pionowej wyrzutni pocisków Tamir, systemu kontroli i dowodzenia C2 (ang. command and control). Natomiast za radar niezbędny dla systemu do wykrywania i śledzenia celów może służyć radar okrętowy. 
W 2021 roku podczas operacji „Strażnik Murów” system C-Dome na korwecie rakietowej typu Sa’ar 5 ochraniał izraelską platformę wiertniczą „Tamar” przed ostrzałami rakietowymi Hamasu .

## Krytyka i skuteczność
System krytykowany był na początku swojego rozwoju jako kosztowny i czasochłonny. Ponadto wojskowi uważali, że Izrael potrzebuje systemów ofensywnych, a nie defensywnych. Siły Powietrzne Izraela postrzegały pociski przechwytujące za potencjalne zagrożenie dla izraelskich samolotów podczas operacji wojskowych. Wątpliwości poddane zostały możliwości przechwycenia celów takich jak pociski moździerzowe i artyleryjskie. W 2006 roku ówczesny zastępca szefa sztabu gen. mjr. Mosze Kaplinski uznał, że podjęcie decyzji o rozwoju systemu podyktowane były emocjami i obawami, jakie narodziły się po drugiej wojnie w Libanie, co nie powinno mieć miejsca w procesie decyzyjnym.
Profesor Uniwersytetu Telawiwskiego Re’uwen Pedacur uznał system za nieekonomiczny, ponieważ nie odpowiada stosunkowi kosztów do korzyści. Swoje stanowisko argumentował tym, że rakieta Kassam kosztuje pięć dolarów, natomiast pocisk Tamir ok. 100 000 dolarów. Według naukowca system nie byłby w stanie efektywnie chronić celów zaatakowanych z odległości pięciu kilometrów . Krytycy systemu zalecali zakup istniejących systemów Skyguard i Centurion, które zapewniłyby ochronę izraelskiego terytorium na krótkich dystansach. Żelazna Kopuła w początkowej fazie testów i użytkowania nie posiadała możliwości zestrzeliwania kilku celów naraz, co również uznawano za wadę. 
Do kwietnia 2012 roku system uzyskał 93% skuteczność. W sierpniu 2011 roku 145 rakiet i 46 pocisków moździerzowych wystrzelono w kierunku Izraela. Działanie systemu oceniono pozytywnie, jednak 19 osób zostało rannych, a jedna zginęła. Armia uznała, że straty poniesione w wyniku ostrzału wynikały ze zbyt małego nasycenia systemami Żelaznej Kopuły. Wówczas wojsko miało do dyspozycji dwie baterie, które przy tak dużym ostrzale nie mogły osiągnąć wysokiej skuteczności. W marcu tego samego roku w kierunku Izraela wystrzelono 173 rakiet Kassam i pocisków z wyrzutni BM-21 Grad oraz 37 pocisków moździerzowych. W wyniku ostrzału ranne zostały cztery osoby. System przechwycił 56 z 73 pocisków. 100 pocisków spadło na tereny niezamieszkane i nie zainicjowano ich zestrzelenia.  
W listopadzie 2012 roku podczas operacji „Filar Obrony” system wykazał się skutecznością na poziomie 84%. 1506 różnych pocisków wystrzelono w kierunku Izraela, 875 spadło na obszary niezamieszkane, a 152 pociski eksplodowały podczas wystrzeliwania lub zaraz po wystrzeleniu. 421 pocisków zostało zestrzelonych przez Żelazną Kopułę. 58 rakiet spadło na tereny zamieszkane, co skutkowało śmiercią pięciu osób, a 240 zostało rannych. Również i w tym przypadku pozytywnie oceniono skuteczność systemu. Postanowiono jednak uzupełnić go o system wczesnego ostrzegania o ostrzałach. Krytycy Żelaznej Kopuły uznali, że system nie wykazał się należytą skutecznością, co skutkowało tym, iż ok. 1 mln obywateli musiało pozostać w schronach, a wiele miejsc użyteczności publicznej, firm i zakładów pracy zostało zamkniętych. Theodore Postol z MIT uznał, że po analizie zdjęć i filmów związanych z działaniem systemu w 2012 roku skuteczność systemu mogła wynieść tylko 5%. Analiza Postola opierała się na zestawieniu ilości smug palestyńskich rakiet z pociskami wystrzelonymi przez Żelazną Kopułę w ich kierunku.  

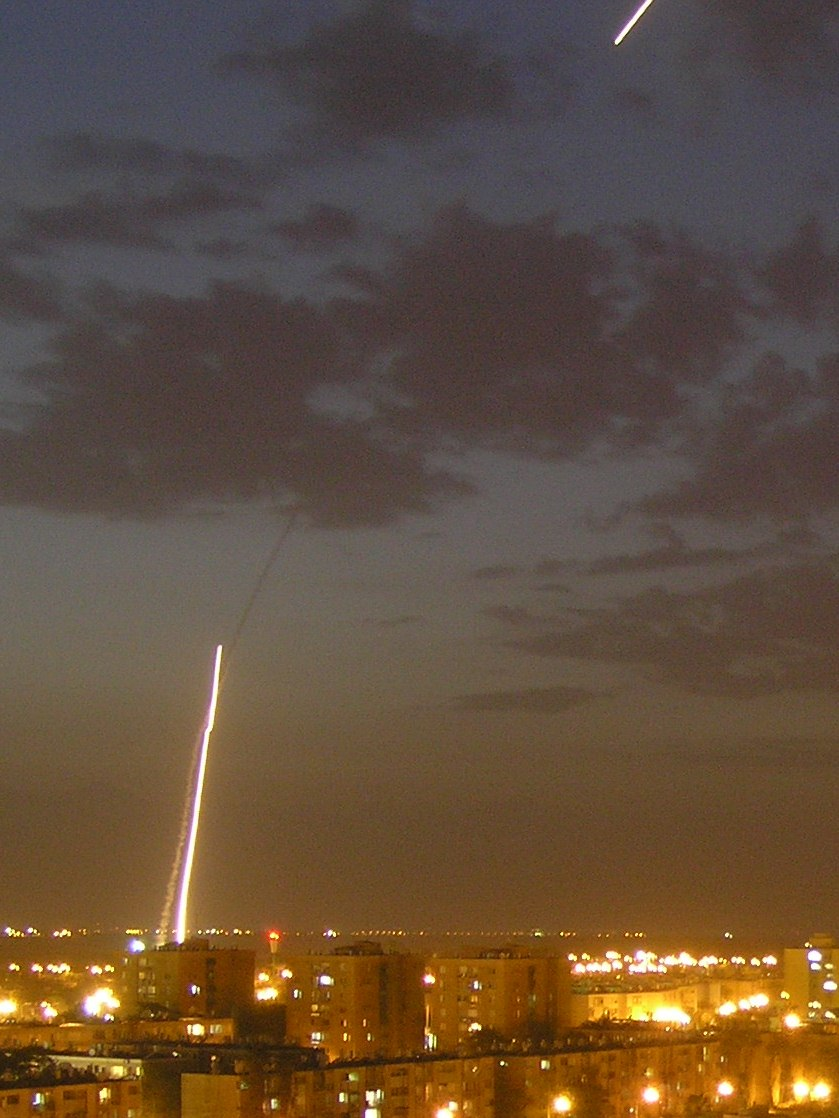
Moment wystrzelenia pocisku przechwytującego w stronę rakiety

W 2014 roku podczas operacji „Ochronny Brzeg” armia podała, że skuteczność systemu wyniosła 89,6%. Ponadto w 65 przypadkach postanowiono wystrzelić pocisk przechwytujący wbrew obliczeniom systemu dowodzenia Żelaznej Kopuły. Około 70% izraelskich obywateli znalazło się podczas operacji pod ochroną systemu . Według izraelskiej armii podczas operacji w stronę Izraela wystrzelono 4500 rakiet i pocisków, z czego 692 zostało przechwyconych przez system.  
We wrześniu 2016 roku Żelazna Kopuła zareagowała na ostrzał na Wzgórzach Golan. 17 września system przechwycił dwa pociski moździerzowe .  
W listopadzie 2019 roku izraelska armia przeprowadziła operację zabicia Bahy Abu al-Aty, który był przywódcą Palestyńskiego Islamskiego Dżihadu. W wyniku działań Izraela w ciągu dwóch dni Palestyńczycy wystrzelili w kierunku Izraela ze Strefy Gazy 450 pocisków. Żelazna Kopuła przechwyciła 90% z nich .  
W maju 2021 roku podczas operacji „Strażnik Murów” system osiągnął skuteczność na poziomie 90% . W trakcie operacji na Izrael wystrzelono 4400 pocisków.   
Armia podała, że w trakcie operacji „Alot ha-Szachar” w 2022 roku system skutecznie przechwycił 96% pocisków.

## Użytkownicy

### System Żelaznej Kopuły
- Azerbejdżan – w 2021 roku poinformowano o zakupie Żelaznej Kopuły przez Azerbejdżan. Brak szczegółów w sprawie umowy[54] ,
- Cypr – w 2022 roku Cypr i Izrael podpisały umowę na dostawę systemu dla cypryjskiej armii. Brak szczegółów na temat liczby baterii[55],
- Izrael – na uzbrojeniu armii izraelskiej znajduje się dziesięć baterii Żelaznej Kopuły[56],
- Rumunia – w 2018 roku Rafael z rumuńskim przedsiębiorstwem ROMAERO podpisał umowę partnerską w sprawie produkcji systemu Żelaznej Kopuły w Rumunii[57] ,
- Stany Zjednoczone – do 2021 roku US Army nabyła dwie baterie systemu[58].

### Radar
- Czechy – w 2019 roku Czechy kupiły za 125 mln dolarów osiem radarów ELM-2084, które zostaną zintegrowane z natowskim systemem obrony powietrznej i przeciwrakietowej[59]. W kwietniu 2022 roku dostarczono pierwszy radar[60] ,
- Finlandia – w 2019 roku ELTA Systems podpisała umowę z rządem Finlandii na dostarczenie systemów C-MMR (ang. Compact Multi Mission Radar), w których skład wchodzi m.in. radar z Żelaznej Kopuły. Dane na temat umowy zostały utajone, a dostawa miała mieć miejsce w 2021 roku[61] . W 2023 roku Finlandia ogłosiła zakup systemu Proca Dawida, w którym radarem jest jednostka z Żelaznej Kopuły[62][63],
- Indie – Indie użytkują radar ELM-2084[64] ,
- Kanada – w 2015 roku Kanada ogłosiła zakup dziesięciu radarów ELM-2084 MMR, które będa produkowane przez Rheinmetall Canada Inc. we współpracy z ELTA Systems[65][66],
- Słowacja – w 2021 roku Słowacja podpisała kontrakt na zakup 17 radarów ELM-2084 za 182 mln dolarów[67] ,
- Węgry – w 2020 roku Węgry poinformowały, że zakupią radary ELM-2084, aby zastąpić posiadane systemy radzieckie. Transakcja będzie realizowana przy pomocy Rheinmetall Canada Inc.[68] .

### System dowodzenia i naprowadzania
- Wielka Brytania – w 2017 roku Wlk. Brytania nabyła za 350 mln dolarów system dowodzenia i naprowadzania Żelaznej Kopuły w celu wzmocnienia obrony powietrznej na Falklandach[69] .